# Scarabaeoidea
De Scarabaeoidea zijn een superfamilie van kevers uit de infraorde Scarabaeiformia.

## Taxonomie

### Indeling volgens Bouchard
De superfamilie was in 2011 als volgt onderverdeeld:
- Familie Pleocomidae LeConte, 1861
  - Onderfamilie Pleocominae LeConte, 1861
  - Onderfamilie Cretocominae Nikolajev, 2002  †
  - Onderfamilie Archescarabaeinae Nikolajev, 2010  †
- Familie Geotrupidae Latreille, 1802 – Mesttorren
  - Onderfamilie Taurocerastinae Germain, 1897
  - Onderfamilie Bolboceratinae Mulsant, 1842 – Coognackevers
    - Tribus Athyreini Lynch Arribálzaga, 1878
    - Tribus Bolbelasmini Nikolajev, 1996
    - Tribus Bolboceratini Mulsant, 1842
    - Tribus Bolbochromini Nikolajev, 1970
    - Tribus Eubolbitini Nikolajev, 1970
    - Tribus Eucanthini Nikolajev, 2003
    - Tribus Gilletinini Nikolajev, 1990
    - Tribus Odonteini Shokhin, 2007
    - Tribus Stenaspidiini Nikolajev, 2003

  - Onderfamilie Geotrupinae Latreille, 1802
    - Tribus Ceratotrupini Zunino, 1984
    - Tribus Enoplotrupini Paulian, 1945
    - Tribus Cretogeotrupini Nikolajev, 1996  †
    - Tribus Geotrupini Latreille, 1802
    - Tribus Lethrini Oken, 1843
- Familie Belohinidae Paulian, 1959
- Familie Passalidae Leach, 1815
  - Onderfamilie Aulacocyclinae Kaup, 1868
    - Tribus Aulacocyclini Kaup, 1868
    - Tribus Ceracupedini Boucher, 2006

  - Onderfamilie Passalinae Leach, 1815
    - Tribus Leptaulacini Kaup, 1871
    - Tribus Macrolinini Kaup, 1871
    - Tribus Passalini Leach, 1815
    - Tribus Proculini Kaup, 1868
    - Tribus Solenocyclini Kaup, 1871
- Familie Trogidae MacLeay, 1819 – Beenderknagers
  - Onderfamilie Avitortorinae Nikolajev, 2007  †
  - Onderfamilie Troginae MacLeay, 1819
  - Onderfamilie Omorginae Nikolajev, 2005
- Familie Glaresidae Kolbe, 1905
- Familie Diphyllostomatidae Holloway, 1972
- Familie Lucanidae Latreille, 1804 – Vliegende herten
  - Onderfamilie Protolucaninae Nikolajev, 2007  †
  - Onderfamilie Aesalinae MacLeay, 1819
    - Tribus Aesalini MacLeay, 1819
    - Tribus Ceratognathini Sharp, 1899
    - Tribus Nicagini LeConte, 1861

  - Onderfamilie Ceruchitinae Nikolajev, 2006  †
  - Onderfamilie Syndesinae MacLeay, 1819
  - Onderfamilie Lampriminae MacLeay, 1819
    - Tribus Lamprimini MacLeay, 1819
    - Tribus Streptocerini Kikuta, 1986

  - Onderfamilie Lucaninae Latreille, 1804
    - Tribus Chiasognathini Burmeister, 1847
    - Tribus Lucanini Latreille, 1804
    - Tribus Platycerini Mulsant, 1842
    - Tribus Platyceroidini Paulsen & Hawks, 2008

  - Onderfamilie Paralucaninae Nikolajev, 2000  †
- Familie Ochodaeidae Mulsant & Rey, 1871
  - Onderfamilie Cretochodaeinae Nikolajev, 1995  †
  - Onderfamilie Ochodaeinae Mulsant & Rey, 1871
    - Tribus Enodognathini Scholtz, 1988
    - Tribus Ochodaeini Mulsant & Rey, 1871

  - Onderfamilie Chaetocanthinae Scholtz, 1988
    - Tribus Chaetocanthini Scholtz, 1988
    - Tribus Pseudochodaeini Scholtz, 1988
    - Tribus Synochodaeini Scholtz, 1988
- Familie Hybosoridae Erichson, 1847
  - Onderfamilie Mimaphodiinae Nikolajev, 2007  †
  - Onderfamilie Anaidinae Nikolajev, 1996
  - Onderfamilie Ceratocanthinae Martínez, 1968
    - Tribus Ceratocanthini Martínez, 1968
    - Tribus Ivieolini Howden & Gill, 2000
    - Tribus Scarabatermitini Nikolajev, 1999

  - Onderfamilie Hybosorinae Erichson, 1847
  - Onderfamilie Liparochrinae Ocampo, 2006
  - Onderfamilie Pachyplectrinae Ocampo, 2006
- Familie Glaphyridae MacLeay, 1819
  - Onderfamilie Glaphyrinae MacLeay, 1819
  - Onderfamilie Amphicominae Blanchard, 1845
  - Onderfamilie Cretoglaphyrinae Nikolajev, 2005  †
- Familie Scarabaeidae Latreille, 1802 – Bladsprietkevers
  - Onderfamilie Lithoscarabaeinae Nikolajev, 1992  †
  - Onderfamilie Chironinae Blanchard, 1845
  - Onderfamilie Aegialiinae Laporte, 1840
  - Onderfamilie Eremazinae Iablokoff-Khnzorian, 1977
  - Onderfamilie Aphodiinae Leach, 1815
    - Tribus Aphodiini Leach, 1815
      - Subtribus Aphodiina Leach, 1815
      - Subtribus Didactyliina Pittino, 1985
      - Subtribus Proctophanina Stebnicka & Howden, 1995

    - Tribus Corythoderini Schmidt, 1910
    - Tribus Eupariini Schmidt, 1910, nomen protectum
    - Tribus Odontolochini Stebnicka & Howden, 1996
    - Tribus Odochilini Rakovič, 1987
    - Tribus Psammodiini Mulsant, 1842
      - Subtribus Phycocina Landin, 1960
      - Subtribus Psammodiina Mulsant, 1842
      - Subtribus Rhyssemina Pittino & Mariani, 1986

    - Tribus Rhyparini Schmidt, 1910
    - Tribus Stereomerini Howden & Storey, 1992
    - Tribus Termitoderini Tangelder & Krikken, 1982

  - Onderfamilie Aulonocneminae Janssens, 1946
  - Onderfamilie Termitotroginae Wasmann, 1918
  - Onderfamilie Scarabaeinae Latreille, 1802
    - Tribus Ateuchini Perty, 1830
      - Subtribus Ateuchina Perty, 1830
      - Subtribus Scatimina Vaz-de-Mello, 2008

    - Tribus Coprini Leach, 1815
    - Tribus Deltochilini Lacordaire, 1856
    - Tribus Eucraniini Burmeister, 1873
    - Tribus Gymnopleurini Lacordaire, 1856
    - Tribus Oniticellini Kolbe, 1905
      - Subtribus Drepanocerina van Lansberge, 1875
      - Subtribus Eurysternina Vulcano, Martínez & Pereira, 1961
      - Subtribus Helictopleurina Janssens, 1946
      - Subtribus Oniticellina Kolbe, 1905

    - Tribus Onitini Laporte, 1840
    - Tribus Onthophagini Burmeister, 1846
    - Tribus Phanaeini Hope, 1838
    - Tribus Scarabaeini Latreille, 1802
    - Tribus Sisyphini Mulsant, 1842

  - Onderfamilie Prototroginae Nikolajev, 2000  †
  - Onderfamilie Cretoscarabaeinae Nikolajev, 1995  †
  - Onderfamilie Dynamopodinae Arrow, 1911
    - Tribus Dynamopodini Arrow, 1911
    - Tribus Thinorycterini Semenov & Reichardt, 1925

  - Onderfamilie Phaenomeridinae Erichson, 1847
  - Onderfamilie Orphninae Erichson, 1847
    - Tribus Aegidiini Paulian, 1984
    - Tribus Orphnini Erichson, 1847

  - Onderfamilie Allidiostomatinae Arrow, 1940
  - Onderfamilie Aclopinae Blanchard, 1850
    - Tribus Aclopini Blanchard, 1850
    - Tribus Holcorobeini Nikolajev, 1992  †
    - Tribus Phaenognathini Iablokoff-Khnzorian, 1977

  - Onderfamilie Melolonthinae Leach, 1819
    - Tribus Ablaberini Blanchard, 1850
    - Tribus Automoliini Britton, 1978
    - Tribus Chasmatopterini Lacordaire, 1856
    - Tribus Colymbomorphini Blanchard, 1850
    - Tribus Comophorinini Britton, 1957
    - Tribus Cretomelolonthini Nikolajev, 1998  †
    - Tribus Dichelonychini Burmeister, 1855
    - Tribus Diphucephalini Laporte, 1840
    - Tribus Diphycerini Medvedev, 1952
    - Tribus Diplotaxini Kirby, 1837
    - Tribus Euchirini Hope, 1840
    - Tribus Heteronychini Lacordaire, 1856
    - Tribus Hopliini Latreille, 1829
      - Subtribus Hopliina Latreille, 1829
      - Subtribus Pachycnemina Laporte, 1840

    - Tribus Lichniini Burmeister, 1844
    - Tribus Liparetrini Burmeister, 1855
    - Tribus Macrodactylini Kirby, 1837
    - Tribus Maechidiini Burmeister, 1855
    - Tribus Melolonthini Leach, 1819
      - Subtribus Enariina Dewailly, 1950
      - Subtribus Heptophyllina Medvedev, 1951
      - Subtribus Leucopholina Burmeister, 1855
      - Subtribus Melolonthina Leach, 1819
      - Subtribus Pegylina Lacroix, 1989
      - Subtribus Rhizotrogina Burmeister, 1855
      - Subtribus Schizonychina Burmeister, 1855

    - Tribus Oncerini LeConte, 1861
    - Tribus Pachypodini Erichson, 1840
    - Tribus Pachytrichini Burmeister, 1855
    - Tribus Phyllotocidiini Britton, 1957
    - Tribus Podolasiini Howden, 1997
    - Tribus Scitalini Britton, 1957
    - Tribus Sericini Kirby, 1837
      - Subtribus Phyllotocina Burmeister, 1855
      - Subtribus Sericina Kirby, 1837
      - Subtribus Trochalina Brenske, 1898

    - Tribus Sericoidini Erichson, 1847
    - Tribus Systellopini Sharp, 1877
    - Tribus Tanyproctini Erichson, 1847
      - Subtribus Macrophyllina Burmeister, 1855
      - Subtribus Tanyproctina Erichson, 1847

  - Onderfamilie Rutelinae MacLeay, 1819
    - Tribus Adoretini Burmeister, 1844
      - Subtribus Adoretina Burmeister, 1844
      - Subtribus Adorrhinyptiina Arrow, 1917
      - Subtribus Pachyrhinadoretina Ohaus, 1912
      - Subtribus Prodoretina Ohaus, 1912
      - Subtribus Trigonostomusina Ohaus, 1912

    - Tribus Alvarengiini Frey, 1975
    - Tribus Anatistini Lacordaire, 1856
    - Tribus Anomalini Streubel, 1839, nomen protectum
      - Subtribus Anisopliina Burmeister, 1844
      - Subtribus Anomalina Streubel, 1839, nomen protectum
      - Subtribus Isopliina Péringuey, 1902
      - Subtribus Leptohopliina Potts, 1974
      - Subtribus Popilliina Ohaus, 1918

    - Tribus Anoplognathini MacLeay, 1819
      - Subtribus Anoplognathina MacLeay, 1819
      - Subtribus Brachysternina Burmeister, 1844
      - Subtribus Phalangogoniina Ohaus, 1918
      - Subtribus Platycoeliina Burmeister, 1844
      - Subtribus Schizognathina Ohaus, 1918

    - Tribus Geniatini Burmeister, 1844
    - Tribus Rutelini MacLeay, 1819
      - Subtribus Areodina Burmeister, 1844
      - Subtribus Desmonychina Arrow, 1917
      - Subtribus Didrepanephorina Ohaus, 1918
      - Subtribus Heterosternina Bates, 1888, nomen protectum
      - Subtribus Lasiocalina Ohaus, 1918
      - Subtribus Oryctomorphina Burmeister, 1847
      - Subtribus Parastasiina Burmeister, 1844
      - Subtribus Rutelina MacLeay, 1819

  - Onderfamilie Dynastinae MacLeay, 1819
    - Tribus Agaocephalini Burmeister, 1847
    - Tribus Cyclocephalini Laporte, 1840
    - Tribus Dynastini MacLeay, 1819
    - Tribus Hexodontini Lacordaire, 1856
    - Tribus Oryctini Mulsant, 1842
    - Tribus Oryctoderini Endrödi, 1966
    - Tribus Pentodontini Mulsant, 1842
      - Subtribus Cheiroplatina Carne, 1957
      - Subtribus Dipelicina Carne, 1957
      - Subtribus Pentodontina Mulsant, 1842
      - Subtribus Pseudoryctina Carne, 1957

    - Tribus Phileurini Burmeister, 1847
      - Subtribus Cryptodina Burmeister & Schaum, 1840
      - Subtribus Phileurina Burmeister, 1847

  - Onderfamilie Cetoniinae Leach, 1815
    - Tribus Cetoniini Leach, 1815
      - Subtribus Cetoniina Leach, 1815
      - Subtribus Euphoriina Horn, 1880
      - Subtribus Leucocelina Kraatz, 1882

    - Tribus Cremastocheilini Burmeister & Schaum, 1841
      - Subtribus Aspilina Krikken, 1984
      - Subtribus Coenochilina Burmeister, 1842
      - Subtribus Cremastocheilina Burmeister & Schaum, 1841
      - Subtribus Cymophorina Krikken, 1984
      - Subtribus Genuchina Krikken, 1984
      - Subtribus Goliathopsidina Krikken, 1984
      - Subtribus Heterogeniina Krikken, 1984
      - Subtribus Lissogeniina Krikken, 1984
      - Subtribus Macromina Burmeister & Schaum, 1840
      - Subtribus Nyassinina Krikken, 1984
      - Subtribus Oplostomina Krikken, 1984
      - Subtribus Pilinurgina Krikken, 1984
      - Subtribus Spilophorina Krikken, 1984
      - Subtribus Telochilina Krikken, 1984
      - Subtribus Trichoplina Krikken, 1984
      - Subtribus Trogodina Krikken, 1984

    - Tribus Diplognathini Burmeister, 1842
    - Tribus Goliathini Latreille, 1829
      - Subtribus Coryphocerina Burmeister, 1842
      - Subtribus Dicronocephalina Krikken, 1984
      - Subtribus Goliathina Latreille, 1829
      - Subtribus Ichnestomatina Burmeister, 1842

    - Tribus Gymnetini Kirby, 1827
      - Subtribus Blaesiina Schoch, 1895
      - Subtribus Gymnetina Kirby, 1827

    - Tribus Phaedimini Schoch, 1894
    - Tribus Schizorhinini Burmeister, 1842
      - Subtribus Lomapterina Burmeister, 1842
      - Subtribus Schizorhinina Burmeister, 1842

    - Tribus Stenotarsiini Kraatz, 1880
      - Subtribus Anochiliina Krikken, 1984
      - Subtribus Coptomiina Schenkling, 1921
      - Subtribus Chromoptiliina Krikken, 1984
      - Subtribus Doryscelina Schenkling, 1921
      - Subtribus Euchroeina Paulian & Descarpentries, 1982
      - Subtribus Heterophanina Schoch, 1894
      - Subtribus Heterosomatina Krikken, 1984
      - Subtribus Pantoliina Krikken, 1984
      - Subtribus Parachiliina Krikken, 1984
      - Subtribus Stenotarsiina Kraatz, 1880

    - Tribus Taenioderini Mikšić, 1976
      - Subtribus Chalcotheina Mikšić, 1976
      - Subtribus Taenioderina Mikšić, 1976

    - Tribus Trichiini Fleming, 1821
      - Subtribus Cryptodontina Lacordaire, 1856
      - Subtribus Incina Burmeister, 1842
      - Subtribus Osmodermatina Schenkling, 1922
      - Subtribus Platygeniina Krikken, 1984
      - Subtribus Trichiina Fleming, 1821

    - Tribus Valgini Mulsant, 1842
      - Subtribus Microvalgina Kolbe, 1904
      - Subtribus Valgina Mulsant, 1842

    - Tribus Xiphoscelidini Burmeister, 1842
- Familie Coprinisphaeridae Genise, 2004  †
- Familie Pallichnidae Genise, 2004  †

### Indeling volgens Schoolmeesters (10-01-2020)
Het aantal soorten is aangegeven met (levend + fossiel)
- Familie Aclopidae • (20 + 18))
- Familie Aegialiidae • (70 + 1)
- Familie †Alloioscarabaeidae • (0 + 1)
- Familie Aphodiidae • (3.474 + 32)
- Familie Aulonocnemidae • (55 + 0)
- Familie Belohinidae • (1 + 0)
- Familie Bolboceratidae • (613 + 3)
- Familie Cetoniidae • (4.599 + 8)
- Familie Diphyllostomatidae • (3 + 0)
- Familie Dynastidae • (1.998 + 10)
- Familie Eremazidae • (6 + 2)
- Familie Euchiridae • (15 + 1)
- Familie Geotrupidae • (920 + 10)
- Familie Glaphyridae • (210 + 26)
- Familie Glaresidae • (83 + 7)
- Familie Hybosoridae • (681 + 26)
- Familie Lucanidae • (1.726 + 21)
- Familie Melolonthidae • (12.566 + 27)
- Familie Ochodaeidae • (135 + 6)
- Familie Orphnidae • (194 + 0)
- Familie Pachypodidae • (5 + 0)
- Familie Passalidae • (833 + 3)
- Familie †Passalopalpidae • (0 + 1)
- Familie Pleocomidae • (59 + 3)
- Familie Rutelidae • (4.834 + 9)
- Familie Scarabaeidae • (27.000 + 56)
- Familie †Septiventeridae • (0 + 1)
- Familie Termitotrogidae • (12 + 0)
- Familie Trogidae • (328 + 8)